# Sarkegad
Sarkegad (en népalais : सर्केगाड) est une municipalité rurale du Népal située dans le district de Humla. Au recensement de 2011, elle comptait 9 868 habitants.
Elle regroupe les anciens comités de développement villageois de Jaur, Sarkideu, Saya, Baraigaun, Rodikot et une partie de Gothi.